# Бездушна (роман)
«Бездушна» (англ. Soulless) — стімпанк-паранормальний любовний роман Ґейл Керріґер. Вперше опублікована в Сполучених Штатах 1 жовтня 2009 року видавництвом Orbit Books, Soulless є першою книгою в серії з п'яти романів «Протекторат Парасольки», у кожному з яких головним героєм є Алексія Таработті, жінка без душі. Фіналіст кількох літературних премій і лауреат премії Alex 2010, Soulless був оголошений Publishers Weekly однією з «Найкращих книг 2009 року». Манга-адаптація перших 3 томів роману була опублікована Yen Press у липні 2011 року.

## Сюжет
Дія роману «Бездушна» розгортається в альтернативній історії Британії Вікторіанської епохи, де перевертнів і вампірів сприймають як повноцінних членів суспільства. Алексія Таработті — жінка з кількома критичними проблемами: вона все ще шукає чоловіка, її покійний батько-італієць ускладнює її соціальне становище в жорсткій класовій системі, і вона не має душі. Той факт, що вона «бездушна», означає, що вона не має впливу з боку надприродних істот, що лише ускладнює її життя, коли вона випадково вбиває вампіра, який на неї напав. Королева Вікторія посилає слідчого, лорда Маккона, який сам є перевертнем. Оскільки зникнення вампірів у вищому суспільстві Лондона зростає, Алексія стає головною підозрюваною. Вона повинна розгадати таємницю, зберігаючи пристойність і тонкий соціальний баланс.

## Персонажі
- Алексія Таработті: Головна героїня; вона дівчина, народжена італійцем, Алессандро Таработті, і британкою. Вона успадкувала незвичайний стан «бездушної» або «надприродної». Це дозволяє їй перетворювати надприродних істот на «людей», якщо вона їх торкається. Вона майстерно володіє мистецтвом парасолькового бою.
- Лорд Коналл Маккон: граф Вулсі та член Бюро неприродного реєстру, яке стежить за вампірами та перевертнями в суспільстві; перевертень, Альфа своєї зграї, який відчуває почуття до Алексії.
- Професор Рендольф Лайал: бета-версія і друг Коналла, також перевертень.
- Айві Гісселпенні: найкраща подруга Алексії.
- Лорд Акелдама: старий і яскравий вампір, друг Алексії.
- Містер Макдугалл: американський вчений, що досліджує душу; він був закоханий в Алексію.
- Містер Сімонс: голова Клубу Гіпократа, вчений, який не зупиниться ні перед чим, щоб викорінити надприродне.
- Сквайр Лунтвілл: вітчим Алексії.
- Ормонд Танстелл: клавігер лорду Маккону.
- Графиня Надасді: королева вампірів Вестмінстерського вулика.
- Лорд Амброуз: член Вестмінстерського вулика.
- Доктор Нібс: вчений клубу Лицеміри.
- Доктор Каедес: вампір у вулику графині Надасді.
- Леді Лунтвілл: сувора мати Алексії; має двох доньок з нинішнім чоловіком.
- Евілін Лунтвілл: молодша зведена сестра Алексії.
- Фелісіті Лунтвілл: зведена сестра Алексії.
- Містер Хавербінк: член Бюро неприродного реєстру, призначений захищати Алексію.
- Флут: дворецький Лунтвіллса.
- Біффі: один із дронів лорда Акелдами.
- Мейбл Дейр: актриса та один із дронів графині Надасді.
- Джордж Грімс: Кентерберійський офісний агент Бюро неприродного реєстру.

## Історія видання
- 2009, США, Orbit Books ISBN 0-316-05663-4, дата публікації 7 жовтня 2009 р., м'яка обкладинка
- 2010, Великобританія, Orbit Books ISBN 1-84149-972-2, дата публікації 2 вересня 2010 р., м'яка обкладинка
- 2010, Іспанія, Versátil Ediciones ISBN 978-84-92929-24-5, дата публікації 2 листопада 2010 р., м'яка обкладинка (іспанською як Sin Alma)[2]
- 2011, Франція, Orbit France/Calmann Levy ISBN 978-2-36051-026-9, дата публікації 12 січня 2011 р., м'яка обкладинка (французькою як Sans Âme)[3]
- 2011, Японія, Hayakawa Publishing Corporation ISBN 978-4-15-020532-4, дата публікації 8 квітня 2011 р., Bunkobon японською якアレクシア女史、倫敦で吸血鬼と戦う(міс. Алексія бореться з вампіром у Лондоні) переклад Ясуко Кавано)
- 2011, Німеччина, Blanvalet ISBN 978-3-442-37649-0, дата публікації 16 травня 2011 р., м'яка обкладинка (німецькою як Glühende Dunkelheit («Сяюча темрява») у перекладі Аніти Ніршль)[4]

На офіційному веб-сайті автора також зазначено угорське видання Könyvmolyképző та італійське видання Baldini & Castoldi з «невідомими» датами публікації. У листопаді 2010 року автор оголосив, що Прошинський опублікує роман у Польщі, а Хаякава — у Японії, причому дати видання не були оголошені.
Оригінальна американська обкладинка роману була розроблена Лорен Панепінто, креативним директором видавництв Orbit Books та Yen Press/ Модель, що зображає героїню Алексію Таработті на обкладинках у США, Великій Британії, Іспанії та Франції, — актриса Донна Річчі. Оригінальну фотографію Річчі для обкладинки зробив Дерек Кабальєро. На німецькому виданні роману з'явилася інша модель.

## Відгуки
У серпневому огляді 2009 року Publishers Weekly сказав про «Бездушну», що «Керріґер блискуче дебютує з поєднанням вікторіанської романтики, крутої комедії звичаїв та альтернативної історії». Її «добре намальовані другорядні персонажі доповнюють історію», і що «ця п'янка дотепна пародія припаде до смаку широкому перерізу шанувальників романтики, фентезі та стімпанку». Карен Бернхем з SF Signal оцінила роман як «скоріше веселий, ніж сума його частин», що «додає дуже швидку, дуже веселу метушню роману». Роб Х. Бедфорд рецензував «Бездушну» для SFF World, зазначивши, що «Керріґер чудово втягує читача в історію», але вважав, що це «розчаровує читання» через «повторювані аспекти роману».

## Нагороди та номінації
Книга була номінантом на премію Комптона Крука як найкращий перший роман року в галузі наукової фантастики, фентезі чи фантастики жахів; фіналіст премії «Локус» за найкращий перший роман; і Локус включили її до списку рекомендованої літератури. «Бездушна» був одним із десяти романів, які отримали нагороду Алекса 2010 року від Американської бібліотечної асоціації як книга, написана для дорослих, яка «особливо приваблює» молодь. Publishers Weekly помістив книгу до свого списку «Найкращі книги 2009 року» і став однією з п'яти масових книг, які потрапили до списку. Цей роман, перший для Керрігер, приніс їй номінацію на премію Джона В. Кемпбелла як найкращий новий письменник. Обкладинка роману посіла друге місце в конкурсі «Обкладинки масового ринку» на Нью-Йоркській книжковій виставці Гільдії палітурників Нью-Йорка. Audible.com назвав аудіокнигу «Бездушна», написану Емілі Ґрей, однією з найкращих у 2010 році в категорії «Наукова фантастика та фентезі».

## Адаптації
У червні 2010 року Audible.com випустила версію аудіокниги нескороченого тексту «Бездушна» у розповіді Емілі Грей. У вересні 2010 року літературний агент Керріґер оголосив, що всесвітні права на адаптацію перших трьох романів із серії Алексії Таработті як графічних романів були продані Yen Press. Yen Press, як і видавець серії Orbit Books, є підрозділом Hachette Book Group. Серіалізована Yen Press OEL адаптація манги «Бездушна» дебютувала в липневому номері журналу Yen Plus у 2011 році. Перший том вийшов у березні 2012 року і дебютував другим у списку бестселерів манги New York Times. У 2012 році Керріґер оголосила, що невелика кінокомпанія в Ірландії вибрала для телевізійного показу серіал «Протекторат Парасольки».